# Samh
Samh (Ypsilon Andromedae c, abgekürzt auch υ And c) ist ein Exoplanet, der den rund 44,25 Lichtjahre von der Sonne entfernten Hauptreihenstern Titawin A im Doppelsternsystem Titawin (Ypsilon Andromedae) im Sternbild Andromeda umkreist. Er ist einer von vier bekannten Planeten im Planetensystem des Sterns.

## Namensherkunft
Wie alle Exoplaneten wurde Samh ursprünglich allein mit dem offiziellen Namen des Sterns und einem Kleinbuchstaben, entsprechend der Reihenfolge der Entdeckung, bezeichnet. Nach einem öffentlich ausgeschriebenen Wettbewerb der IAU erhielt er am 15. Dezember 2015 einen offiziellen Namen nach Ibn as-Samh, einem arabischen Astronomen des 11. Jahrhunderts in al-Andalus.

## Entdeckung
Nach der Entdeckung des ersten Planeten (Saffar) im Jahr 1996 fanden weitere Untersuchungen des Sterns mit einem Échelle-Spektrographen statt. Astronomen von der San Francisco State University und vom Harvard-Smithsonian Center for Astrophysics unabhängig voneinander zu dem Schluss, dass ein Planetensystem mit drei Planeten am ehesten zu den Messungen passen würde. Die beiden neu bekanntgegebenen Planeten erhielten die Bezeichnungen Ypsilon Andromedae c und Ypsilon Andromedae d.

## Eigenschaften
Samh benötigt etwa 241,258 Tage für eine Umkreisung seines Zentralsterns, wobei seine Umlaufbahn sehr exzentrisch ist. Er hatte eine große Bahnhalbachse von etwas mehr als 0,8 AE, womit er sich bezogen auf das Sonnensystem zwischen den Bahnen von Erde und Venus befinden würde. Abgesehen von seiner hohen Bahnexzentrizität (größer als die des Zwergplaneten Pluto) hat υ And c auch eine deutliche Bahnneigung gegenüber dem weiter außen umlaufenden Planeten Majriti, die gegenseitig 30° beträgt.
Die Mindestmasse des Planeten beträgt etwas unter zwei Jupitermassen. Die tatsächliche Masse könnte 13,98 Jupitermassen betragen. Aufgrund der Masse ist es sehr wahrscheinlich, dass Samh ein Gasplanet ist.